# ETSV Hamburg
Der ETSV Hamburg (vollständiger Name: Eisenbahner Turn- und Sportverein Hamburg von 1924 e. V.) ist ein Sportverein aus dem Hamburger Stadtteil Billwerder im Bezirk Bergedorf. Die erste Fußball-Mannschaft stieg im Jahre 2023 in die fünftklassige Oberliga Hamburg auf.

## Geschichte
Der ETSV Hamburg wurde im Jahr 1924 als Eisenbahner Turn- und Sportverein gegründet und hatte seine Spielstätte im Hamburger Stadtteil Moorfleet in der Nähe des Güterbahnhofes Billwerder-Moorfleet. Ende der 1960er zog der Verein in die Nähe des Bahnhofes Mittlerer Landweg zur Sportanlage Mittlerer Landweg in den Stadtteil Billwerder. Im Laufe der Zeit erfolgte der Aufstieg von Kreis- in die Bezirksliga. Sponsor des Vereines ist seit 2011 der Unternehmer Thomas Kropmanns (Alukro). In der Saison 2021/22 stieg der Verein von der Bezirksliga in die Landesliga Hamburg auf. In der Saison 2022/23 schaffte der Verein als Tabellenerster der Gruppe Hansa der Landesliga Hamburg den direkten Durchmarsch in die Oberliga Hamburg (5. Liga). Nach dem Aufstieg wurde fast der komplette Kader ausgetauscht, 17 Spieler verließen den Verein. Im November 2023 wurde der neue Trainer Berkan Algan verpflichtet. Seit März 2024 ist der Verein Stützpunktverein im Programm Integration durch Sport und hat eine Integrationsbeauftragte.
Neben der Fußballsparte bestehen derzeit auch Abteilungen für Boxsport sowie Turnen & Hiphop. Die früher bestehende Tischtennisabteilung löste sich spätestens Mitte der 1960er Jahre auf.

## Spielstätte
Die Spielstätte des ETSV Hamburg ist die 2019 neu gebaute Sportanlage Mittlerer Landweg in Billwerder mit 500 Plätzen. Sie verfügt über einen Kunstrasenplatz.
In der Saison 2024/25 wird die 1. Herrenmannschaft ihre Heimspiele im Stadion Sander Tannen im Hamburger Stadtteil Bergedorf austragen, wo der ASV Bergedorf 85 sein Zuhause hat. Diese Entscheidung wurde mit der höheren Kapazität im Vergleich zur Sportanlage Mittlerer Landweg begründet.